# Saint-Souplet-sur-Py
Saint-Souplet-sur-Py är en kommun i departementet Marne i regionen Grand Est (tidigare regionen Champagne-Ardenne) i nordöstra Frankrike. Kommunen ligger i kantonen Beine-Nauroy som tillhör arrondissementet Reims. År 2022 hade Saint-Souplet-sur-Py 129 invånare.

## Befolkningsutveckling
Antalet invånare i kommunen Saint-Souplet-sur-Py
| Referens: INSEE |